# Phonème /r/ en français
En français, le phonème /r/, retranscrit ‹ r ›, peut se réaliser phonétiquement de plusieurs façons mais sans jamais changer le sens (variantes libres) :
- Consonne fricative uvulaire voisée, [ʁ], dite r guttural, r uvulaire dévibré, r standard ou r français[1],[2], le plus courant en français standard
  - consonne sourde [χ], parfois par assimilation
- Consonne roulée uvulaire voisée, [ʀ], dite r grasseyé, r parisien ou r uvulaire[1],[2], qu'on rencontre dans la prononciation de certains chanteurs pour des raisons dialectales (Édith Piaf) ou dans un but de sur-articulation et de clarté d'élocution (comme chez Claude Nougaro, Georges Brassens, Jacques Brel, etc.)
- Consonne roulée alvéolaire voisée, [r], dite r roulé ou r dental[1],[2], proche du r roulé en espagnol par exemple (comme dans perro [ˈpero] = « chien ») : rare ou inconnu en français standard, se rencontre dans des variantes régionales
- Consonne battue alvéolaire voisée, [ɾ], dite r battu[2] qu'on trouve plus souvent encore en espagnol (comme dans pero [ˈpeɾo] = « mais ») : rare ou inconnu en français standard, se rencontre dans des variantes régionales
- Consonne spirante rétroflexe voisée, [ɻ ], dite r rétroflexe (surtout dans les anglicismes et dans certaines régions du Canada)[2].

Ces réalisations peuvent toutes s'utiliser librement et sont donc des allophones libres. Toutefois, elles sont parfois associées à des régions géographiques ou à des registres de langue particuliers et peuvent donc exposer un locuteur à des jugements de valeurs positifs ou négatifs sur la qualité de la langue.
Le r guttural est le plus fréquent en français moderne.

## Histoire

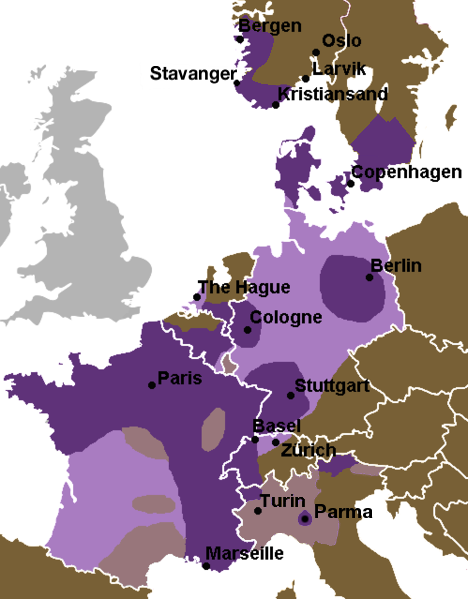
Étendue de l'usage des r uvulaires (grasseyé et guttural) en Europe au XXe siècle.
inhabituel
rare au niveau soutenu
habituel au niveau soutenu
général

Le r roulé, qui était utilisé en latin, a été conservé en ancien français et en moyen français jusqu'au XVIIe siècle dans les centres urbains et jusqu'au XVIIIe siècle ailleurs. Il a alors été remplacé par le r grasseyé pour réaliser le son du r géminé.
Selon Jean-Pierre Rousselot, « l’r grasseyé dérive de l’r dental par un abaissement, qui a été progressif, de la pointe de la langue derrière les dents inférieures, avec une élévation compensatoire du dos de la langue… l'évolution qui a donné l’r parisien a commencé par la confusion de cette consonne avec z. »
Pourtant, le phénomène de saccade ne peut se produire que s'il y a une partie suffisamment molle et libre, comme la luette ou bien le bout de la langue.
Produire un son du même type entre ces deux extrêmes que sont le bout de la langue et la luette est d'ailleurs si difficile que ce défaut de prononciation n'apparait jamais.
La façon de faire les r est donc bien passée de grasseyé à roulé sans progression.[réf. nécessaire]

## En France
Au début du XXIe siècle, la plupart des dictionnaires en France notent la prononciation en utilisant le symbole ʀ, qui représente normalement le r grasseyé dans l'alphabet phonétique international. Ce symbole représente toutefois le r roulé dans Le Petit Robert et dans le Trésor de la langue française informatisé.

## Au Québec et ailleurs au Canada
Pendant la première moitié du XXe siècle, le r roulé était valorisé puisqu'il était associé à l'élite intellectuelle du Québec. Depuis la fin des années 1940, il est généralement dévalorisé et est maintenant associé à la classe populaire ou aux personnes âgées. Selon le linguiste Denis Dumas, « les locuteurs qui utilisent encore la prononciation traditionnelle du [r] antérieur, apical (dit roulé) sont vite classés comme démodés, arriérés, provinciaux, folkloriques, par exemple, selon le point de vue et selon la bienveillance relative des juges improvisés. »[Information douteuse]

### Survivance du r grasseyé
Le r grasseyé est encore utilisé au Québec, et son usage correspond à un statut socio-économique. Un étudiant en linguistique québécois, dans un ouvrage autoédité, indique que le [ʁ] (non roulé) est selon lui le « plus fréquemment relevé dans le discours des jeunes universitaires francophones de Montréal. »
Selon le journaliste Jean-Benoit Nadeau, le premier ministre québécois François Legault aurait par exemple tendance à grasseyer quand il paraît mal à l'aise.

### Survivance du r roulé
On retrouve encore, au début du XXIe siècle, une tendance à utiliser le r roulé dans l'ouest du Québec, mais il est fréquemment remplacé par le r guttural, qui est maintenant associé au registre standard contemporain. La norme européenne s'est étendue par la mondialisation, ce qui a augmenté les communications entre les pays de la francophonie depuis la seconde moitié du XXe siècle.
Selon le professeur Philip Comeau du département de linguistique de l'UQAM, le r roulé a persisté en Acadie.